# Victor Cup
Der Victor Cup war ein von 1979 bis 1995 ausgetragenes Badmintonturnier. 1985 sollte der Victor Cup im Rahmen des World Badminton Grand Prix ausgetragen werden, wurde dann jedoch abgesagt. Die Turnierserie war nach den German Open das bedeutendste internationale Badmintonturnier Deutschlands. Namensgeber des Turniers war der taiwanische Sportartikelhersteller VICTOR.

## Die Sieger
| Jahr      | Herreneinzel      | Dameneinzel       | Herrendoppel                  | Damendoppel                        | Mixed                       |
| --------- | ----------------- | ----------------- | ----------------------------- | ---------------------------------- | --------------------------- |
| 1979      | Michael Schnaase  | Sally Leadbeater  | Duncan Bridge Tim Stokes      | Kathleen Redhead Gillian Martin    | Tim Stokes Kathleen Redhead |
| 1980      | Thomas Kihlström  | Jane Webster      | Thomas Kihlström Claes Nordin | Jane Webster Nora Perry            | Kevin Jolly Nora Perry      |
| 1981      | Rob Ridder        | Karen Bridge      | Arya Aslim Bambang Dihardja   | Jane Webster Nora Perry            | Billy Gilliland Nora Perry  |
| 1982      | Kevin Jolly       | Guan Weizhen      | Mike Tredgett Martin Dew      | Jane Webster Nora Perry            | Thomas Kihlström Nora Perry |
| 1983      | Yang Quianli      | Luo Yun           | Duncan Bridge Nigel Tier      | Karen Beckman Jane Sutton          | Nigel Tier Gillian Gowers   |
| 1984      | Lius Pongoh       | Eline Coene       | Dipak Tailor Chris Dobson     | Claire Backhouse Johanne Falardeau | Nigel Tier Karen Chapman    |
| 1985 1993 | nicht ausgetragen | nicht ausgetragen | nicht ausgetragen             | nicht ausgetragen                  | nicht ausgetragen           |
| 1994      | Jesper Olsson     | nicht ausgetragen | Liao Wei-chieh Lin Shyau-hsin | Lotta Andersson Karolina Ericsson  | Jürgen Koch Irina Serova    |
| 1995      | Tomas Johansson   | Margit Borg       | Dharma Gunawi Imay Hendra     | Sandra Beißel Katrin Schmidt       | Michael Keck Katrin Schmidt |